# Jakob Burckhardt der Ältere

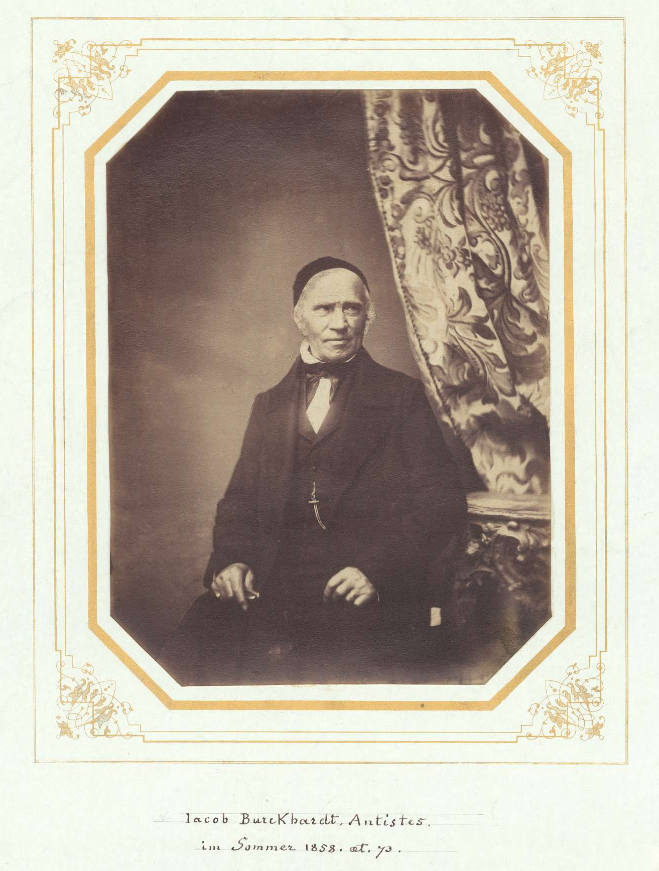
Jakob Burckhardt der Ältere

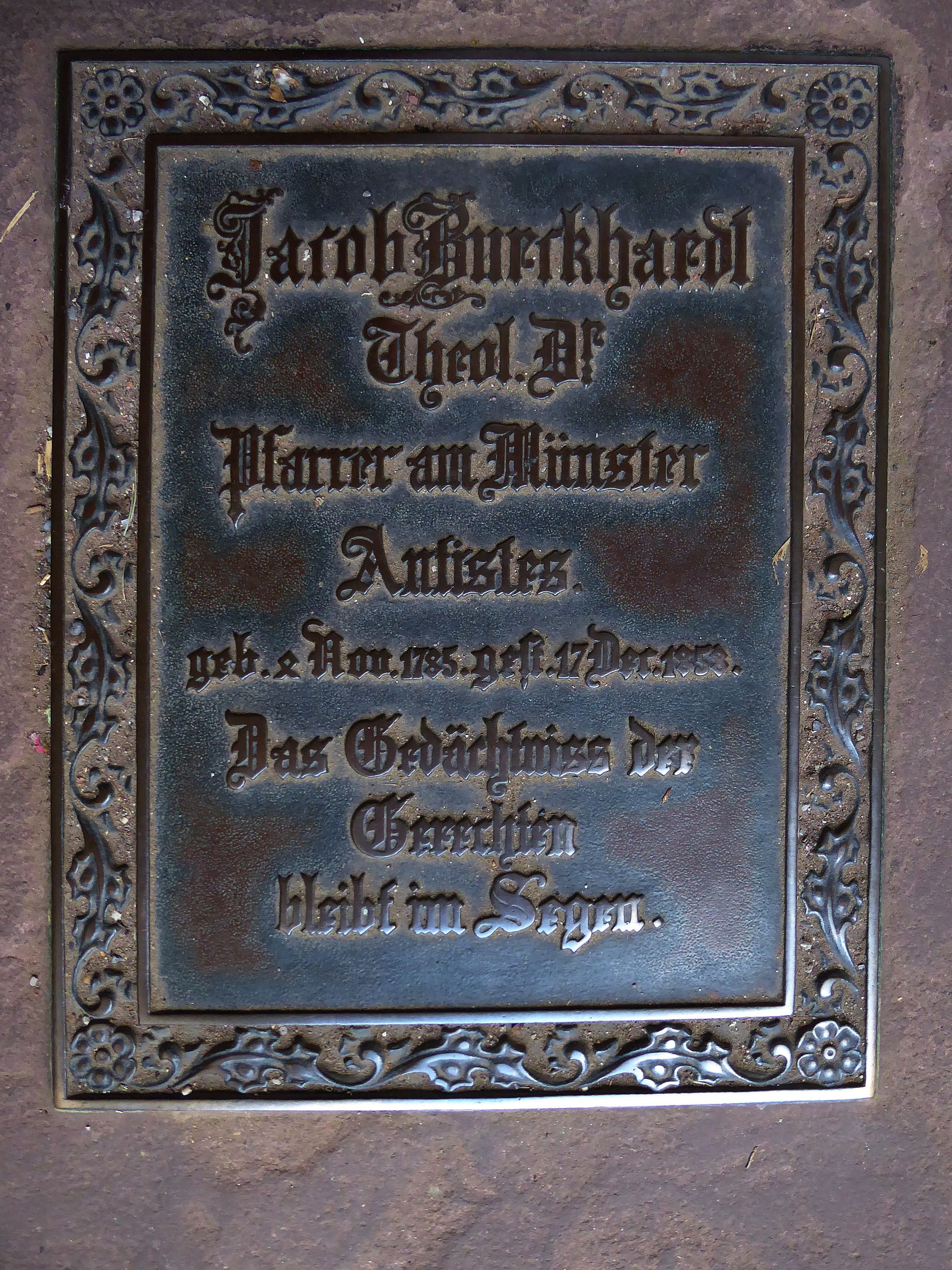
Epitaph (Grabtafel) von Jakob Burckhardt dem Älteren im Kreuzgang des Basler Münsters.

Jakob Burckhardt der Ältere, auch Jacob Burckhardt der Ältere (* 4. November 1785 in Basel; † 17. Dezember 1858 ebenda) war ein Schweizer reformierter Geistlicher.

## Leben und Werk
Jakob Burckhardt war der Sohn von Johann Rudolf Burckhardt (1738–1820), Pfarrer an der Basler Peterskirche. Er immatrikulierte sich 1799 an der Universität Basel. 1806–1808 setzte er in Heidelberg das Studium der Theologie fort, beschäftigte sich aber intensiv auch mit den Altertumswissenschaften und Religionsgeschichte und hörte besonders bei Friedrich Creuzer. 1808 schloss er in Basel ab. 1809–1816 wirkte Burckhardt als Pfarrer in Lausen, dann 1816 bis 1838 als Obersthelfer (zweiter Pfarrer) am Basler Münster. Von 1838 bis 1858 war er erster Münsterpfarrer und damit Antistes der Basler reformierten Kirche.
Jakob Burckhardt der Ältere hatte starke historische Interessen. Er verwaltete und pflegte die von seinem Vorgänger als Antistes, Hieronymus Falkeisen hinterlassene grosse lokalhistorische Bibliothek und die Schorndorffsche Münzensammlung, welche vor allem das Lebenswerk des Medailleurs Johann Karl von Hedlinger umfasste. Jakob Burckhardt gehörte 1836 zu den Gründern der Historischen Gesellschaft. In Vorträgen und Publikationen befasste er sich vor allem mit Basler Themen.
Burckhardt war von 1811 bis 1830 mit Susanna Maria Schorndorff (1782–1830) verheiratet und wird deshalb auch gelegentlich mit dem Namen Jakob Burckhardt-Schorndorff bezeichnet. Aus der Ehe gingen sechs Kinder hervor, darunter der Kulturhistoriker Jacob Burckhardt und Margaretha Salome, die 1832 Melchior Berri heiratete.
Aus einer 1833 geschlossenen zweiten Ehe hatte Burckhardt zwei weitere Kinder.

## Schriften (Auswahl)
- Kurze Geschichte der Reformation in Basel: Ein Beytrag zur dritten Säkular-Feyer. Basel: N. Müller, 1818 (Digitalisat der zweiten, verbesserten Ausgabe 1818).
- Lehrbuch des christlichen Religionsunterrichtes für die Kirchen des Kantons Basel. Basel: Schweighauser, 1832 (Digitalisat).
- Festreden bei der vierten Säcularfeier der Erfindung der Buchdruckerkunst in Basel. Basel: Schneider, 1840.